# Črtomir Zorec
Črtomir Zorec, prešernoslovec, pesnik, pisatelj, tekstilni strokovnjak, krajepisni publicist, muzealec, * 1. oktober 1907, Stična, † 13. september 1991, Zgornja Besnica pri Kranju.

## Življenje in delo
Po nižji realki v letih 1923–27 je šolanje nadaljeval na Tehniški srednji šoli v Ljubljani (kiparski oddelek), nato pa je od 1927 do 1929 študiral kiparstvo na umetniški industrijski šoli v Ljubljani in eno leto na umetnostni akademiji v Pragi (1928/29). Po vrnitvi  je končal dveletno Srednjo tekstilno šolo v Kranju (1932). V letih 1931–35 je bil vzorčni risar v tovarnah Stora v Šentvidu pri Ljubljani in Metka v Celju, nato pa je poučeval na Srednji tekstilni šoli v Kranju (1935–1941).
Po okupaciji leta 1941 so ga Nemci izselili v Srbijo, kjer je  poučeval na tekstilni šoli v Leskovcu. Prebegnil je v Ljubljano in bil v letih 1942–45 v italijanskih in nemških taboriščih (Gonars, Monigo, Visco, Ljubelj). Po vojni je bil od leta 1945 do leta 1962 učitelj in ravnatelj na Srednji tekstilni šoli v Kranju. Bil je predstojnik tekstilnega oddelka Šole za umetno obrt v Ljubljani (1942–52).
Leta 1962 je postal kustos Prešernovega muzeja v Kranju, kjer je bil kasneje tudi vodja – tu je deloval do leta 1973. 
Bil je dramaturg, režiser, kritik in urednik gledališkega lista pri Prešernovem gledališču Kranj. Kot muzealec je preučeval tekstilno zbirko in Prešernovo hišo v Kranju. V Snovanjih in Glasu je objavljal opise posameznih krajev na Gorenjskem, prav tako tudi o krajih onkraj naših meja, kjer živijo Slovenci.
Napisal je več učbenikov  in priročnikov za tekstilne šole, nekaj pa tudi o zgodovini tekstilne industrije in šolstva.
Za gozdovniško organizacijo je sestavil tri priročnike in urejal glasilo Ogenj slovenskih gozdovnikov (1927).
Bil je sin pisatelja Ivana Zorca.

### Kranjski prešernoslovec
V 60. letih se je lotil preučevanja Prešernovega življenja, študiral prešernoslovje, dokumente, ustna sporočila, spomine, neznane podatke o pesniku in njegovih sodobnikih ter sproti objavljal svoje izsledke v Glasu in njegovih prilogah Panorami in Snovanjih. Končno podobo so ti zapisi dobili ob avtorjevi 80-letnici (1987) v knjižici Po Prešernovih stopinjah (COBISS), prvič objavljeni v Panorami leta 1965, ki jih je avtor imenoval življenjepisne črtice o našem pesniku. Skupaj z Alfonzom Gspanom je uredil za vodenje po muzeju primerno knjižico Prešernov spominski muzej v Kranju (COBISS).
Uresničila se je njegova dolgoletna želja: muzej je dostojno predstavil Prešernovo zadnje življenjsko obdobje, preživeto v Kranju, in njegov pesniški opus. Sanjal je, da naj bi bil Prešernov Kranj slovenski Weimar (Panorama 1965) in se navduševal nad idejo o Prešernovem raziskovalnem inštitutu v Kranju (Snovanja 1967). Bil je pobudnik postavitve Prešernovega bronastega kipa v Kranju.

### Pesnik in pisatelj
Kot dijak je v Zvončku (1922) objavil potopisni  besedilci Na golici in Pod Triglavom, čez nekaj let pa v glasilu narodno-socialistične stranke Nova pravda tri kratke pripovedi: V noči (1925), Pravda o drevescu in Sanje (1926). Z očetovo pomočjo je hitro prodrl v Ljubljanski zvon s kratko pripovedjo Planina (1928) . Po objavi »zgodbe uboge služkinje« Lepa Vida (1929) v Ženskem glasilu je za javnost umolknil.
S svojimi pripovednimi poskusi se je namenil iskati drugačnost v kratkoproznem pisanju.
V času druge svetovne vojne se je posvetil pesnjenju, kar dokazuje njegova rokopisna zbirka sonetov Španski jezdeci  (pesmi izza rešetk in bodeče žice), iz katere sta objavljena dva soneta z naslovom Pietà v antologiji Slovensko pesništvo upora (COBISS). 
Napisal in objavil je svojo varianto manjkajočega 5. dejanja »žaloigre« Luize Pesjakove France Prešerin (COBISS) (Glas 1970) in dramatiziral dolgo novelo Avgusta Šenoa Nagelj s pesnikovega groba (COBISS), objavljeno v Obzorniku 1979.

## Izbrana bibliografija

### Tekstilstvo
- Življenje v taboru. Ljubljana: Slovenija, 1929. (COBISS)
- Blagoznanstvo oblačilnih in sorodnih obrti. Kranj: Č. Zorec, 1946. (COBISS)
- Od vlaknine do tkanine: blagoznanstvo oblačilnih in sorodnih strok. Ljubljana: Državna založba Slovenije, 1947.(COBISS)
- Tekstilne snovi in izdelki. Ljubljana: Državna založba Slovenije, 1960. (COBISS)
- Tkalski preračuni. Ljubljana: Tekstilni šolski center v Kranju, 1962. (COBISS)
- Časopisje, tiskano v Kranju (1900−1950). Kranjski zbornik (1975). Str. 296−305. (COBISS)
- Soavtorstvo z več avtorji. Kulturnozgodovinski in literarni vodnik po Sloveniji. Gorenjska. Ljubljana: Zavod Republike Slovenije za šolstvo, 1991. (COBISS)

### Izbor člankov
- Pri koroških Slovencih v Kanalski dolini v Italiji. Koroški koledar (1971). Str. 40−48. (COBISS)
- Med Jezerjani.  Glas  25/45−82 (1972). (COBISS)
- Ob desetletnici Prešernovega spominskega muzeja v Kranju. Snovanja 8/2 (1974), str. 30−31. 8/3 (1974), str. 46−[48]. 8/4 (1974), str. 61−64. (COBISS)
- Pomenki o Predosljah in drugih vaseh tam naokrog: Bobovek, Britof, Ilovka, Kokrica, Mlaka, Orehovlje, Srakovlje, Suha in Tatinec. Glas  27/87−99 (1974) in  28/2−20 (1975). (COBISS)
- Pomenki o Goričah, Golniku, Trsteniku: in o drugih krajih pod gorami (Babni vrt, Čadovlje, Letenice, Pangrščica) Povlje, Srednja vas, Tenetiše, Zalog in Žablje.  Glas 28/28−71 (1975). (COBISS)
- V obsavskih vaseh: Breg, Jama, Mavčiče, Meja, Podreča, Praše. Glas 28/75−99 (1975). (COBISS)
- Literarnozgodovinski sprehodi okrog Kranja. Snovanja 10/4 (1976), str. 62−64. 10/5 (1976), str. 77−[80]. 10/6 (1976), str. 93−[96]. (COBISS)
- Na Sorškem polju: pomenki o Žabnici, Spodnjih, Srednjih in Zgornjih Bitnjah ter o Šutni, Čepuljah, Planici in Lavtarskem vrhu. Glas 29/2−55 (1976). (COBISS)
- Literarnozgodovinski sprehodi okrog Kranja. Snovanja 11/1−2,4 (1977). (COBISS)

### Uredniško delo
- Jubilejni zbornik ob petindvajsetletnici šole 1930−1955 in letno poročilo 1954/1955. Kranj: Ravnateljstvo Srednje tehniške tekstilne šole, 1956. (COBISS)
- Padlim za svobodo: pomniki protifašističnega boja na Koroškem  (Den Gefallenen für die Freiheit: Gedenkstätten des antifaschistischen Kampfes in Kärnten). Celovec: Drava, Trst: Založništvo tržaškega tiska, cop. 1987.(COBISS)

### Učbeniki
- Osnovni pojmi tekstilnega strokovnega računstva. Kranj: Državna tekstilna šola, 1946. (COBISS)
- Deziniranje progastih in kariranih vzorčnih tkanin: navodila za risanje osnutkov za pestro blago iz bombažne in svilene preje. Kranj: Državna tekstilna šola, 1946. (COBISS)
- Od vlaknine do tkanine: blagoznanstvo oblačilnih in sorodnih strok. Kranj: samozal., 1947. (COBISS)
- Nauk o vezavah tkanin s statev z listnimi brdi. Ljubljana: Ministrstvo za industrijo, rudarstvo in elektrifikacijo LRS, 1948. (COBISS)
- Vezovi tkanina tkanih na razbojima s listovima: tiskano kao skripta za potrebe tekstilnih škola: prijevod sa slovenskog. Zagreb: Nakladni zavod Hrvatske, 1948. (COBISS)
- Tkaninoznanstvo. Ljubljana: DZS, 1949. (COBISS)
- Listne vezave. Kranj: Tehniška tekstilna šola, 1960. Zbirka strokovnih skript; št. 4. (COBISS)
- Poznavanje tkanin. Kranj: Tehniška tekstilna šola, 1960. Zbirka strokovnih skript; št. 3. (COBISS)
- Jacquardske vezave. Kranj: Tehniška tekstilna šola, 1961. Zbirka strokovnih skript; št. 9. (COBISS)
- Kratek pregled nošeznanstva. Kranj: Tehniška tekstilna šola, 1961. Zbirka strokovnih skript; št. 7. (COBISS)
- Poznavanje in dekomponiranje tkanin. Kranj: Tehniška tekstilna šola, 1961. Zbirka strokovnih skript; št. 12. (COBISS)

### Slovar
- Slovenska tekstilna terminologija: predlogi za določitev najnujnejših domačih izrazov v predilski, tkalski in apreterski stroki. Kranj: Državna tekstilna šola, 1947. (COBISS)

### Dela o Črtomirju Zorcu
- France Adamič. Črtomir Zorec: stiški rojak in prešernoslovec je praznoval 80 let življenja. Zbornik občine Grosuplje 15 (1988). Str. 155−156. (COBISS)
- Jože Debevc.  Črtomir Zorec (1907−1991). Tekstilec 34/11, 12 (1991). Str. 422. (COBISS)
- Gregor Kocijan. Črtomir  Zorec, oris njegovega dela. Avguštinov zbornik. Kranj: Gorenjski muzej, 2003. (Gorenjski kraji in ljudje, 24).  Str. 194−200. (COBISS)